# الی مارینتهال
الی مارینتهال (انگلیسی: Eli Marienthal؛ زادهٔ ۶ مارس ۱۹۸۶) یک هنرپیشه اهل ایالات متحده آمریکا است. وی از سال ۱۹۹۶ تا ۲۰۰۴ مشغول فعالیت بود.

## زندگی شخصی
مارینتهال در سال ۱۹۸۶ در سنتا مونیکا، کالیفرنیا به دنیا آمد. خواهر و برادر او هارلی کروس و فلورا کراس نیز بازیگر هستند. مارینتهال یهودی است.
مارینتهال از مدرسه خصوصی آمریکایی–فرانسوی در برکلی فارغ‌التحصیل شد و در سال ۲۰۰۴ از دبیرستان برکلی فارغ‌التحصیل شد. او به عنوان یک دانشجو ممتاز در دو رشته ادبیات تطبیقی و مطالعات توسعه از دانشگاه براون فارغ‌التحصیل شد. وی همچنین دارای مدرک کارشناسی ارشد مطالعات توسعه از دانشگاه براون است. مارینتهال از سال ۲۰۱۹، در حال تحصیل در رشته جغرافیا در مقطع دکترا، دانشگاه کالیفرنیا، برکلی است.

## فیلم‌شناسی
- جک فراست (۱۹۹۸)
- زاغه‌های بورلی هیلز (۱۹۹۸)
- پای آمریکایی (۱۹۹۹)
- غول آهنی (۱۹۹۹)
- پای آمریکایی ۲ (۲۰۰۱)
- بتمن: معمای بت‌وومن (۲۰۰۳)
- اعترافات ملکه درام نوجوان (۲۰۰۴)